# Bérets gratos
Bérets gratos (Free Hat en version originale) est le neuvième épisode de la sixième saison de la série animée South Park, ainsi que le 88e épisode de l'émission.

## Synopsis
Stan, Kyle, Cartman et Tweek vont voir au cinéma, pour sa re-resortie, Star Wars, épisode V : L'Empire contre-attaque. Mais ils sont atterrés de découvrir que George Lucas a ressorti des versions sans violence des films de E.T., Il faut sauver le soldat Ryan et Star Wars, épisode V : L'Empire contre-attaque en remplaçant les armes par des talkies-walkies et certains mots comme le mot terroriste qui sera remplacé par hippie.
Les quatre enfants décident alors de fonder une association pour défendre le droit de ne pas modifier les films.

## Autour de l'épisode
- Matt Stone et Trey Parker, les créateurs de South Park, font une apparition lors d'une publicité ironique à propos de la ressortie du premier épisode. Les aliens et la soucoupe volante sont en images de synthèse et beaucoup d'éléments sont rajoutés. De nombreux fans pensent qu'il s'agit d'une préquelle de Déprogrammé.
- Bien que présent dans l'épisode, dans la version française de cet épisode, le nom de Coppola n'est jamais cité.
- En VO le nom de Mr Gratos est Mr Hat (signifiant aussi chapeau) donc free (libérer/gratuit) hat signifie à la fois libérez Hat et chapeaux gratuits. L'équipe de doublage VF s'est efforcée de transposer le gag avec les phrases libérez Gratos/les bérets gratos, en trichant un peu sur la prononciation de "les" et bien que les chapeaux fabriqués par Tweek ne ressemblent pas à des bérets.
- On voit Kenny à plusieurs reprises dans cet épisode.
- Cet épisode est centré sur la remasterisation hollywoodienne de films tels que Star Wars ou encore E.T. l'extra-terrestre.

## Erreurs
- Les boutons de la chemise de Tweek sont boutonnés dans un sens puis dans un autre au fur et à mesure de l'épisode.
- Lorsque Tweek plie les bérets son père arrive, puis quand il repart on le voit de dos sans cheveux sur la tête.